# Werner Forkert

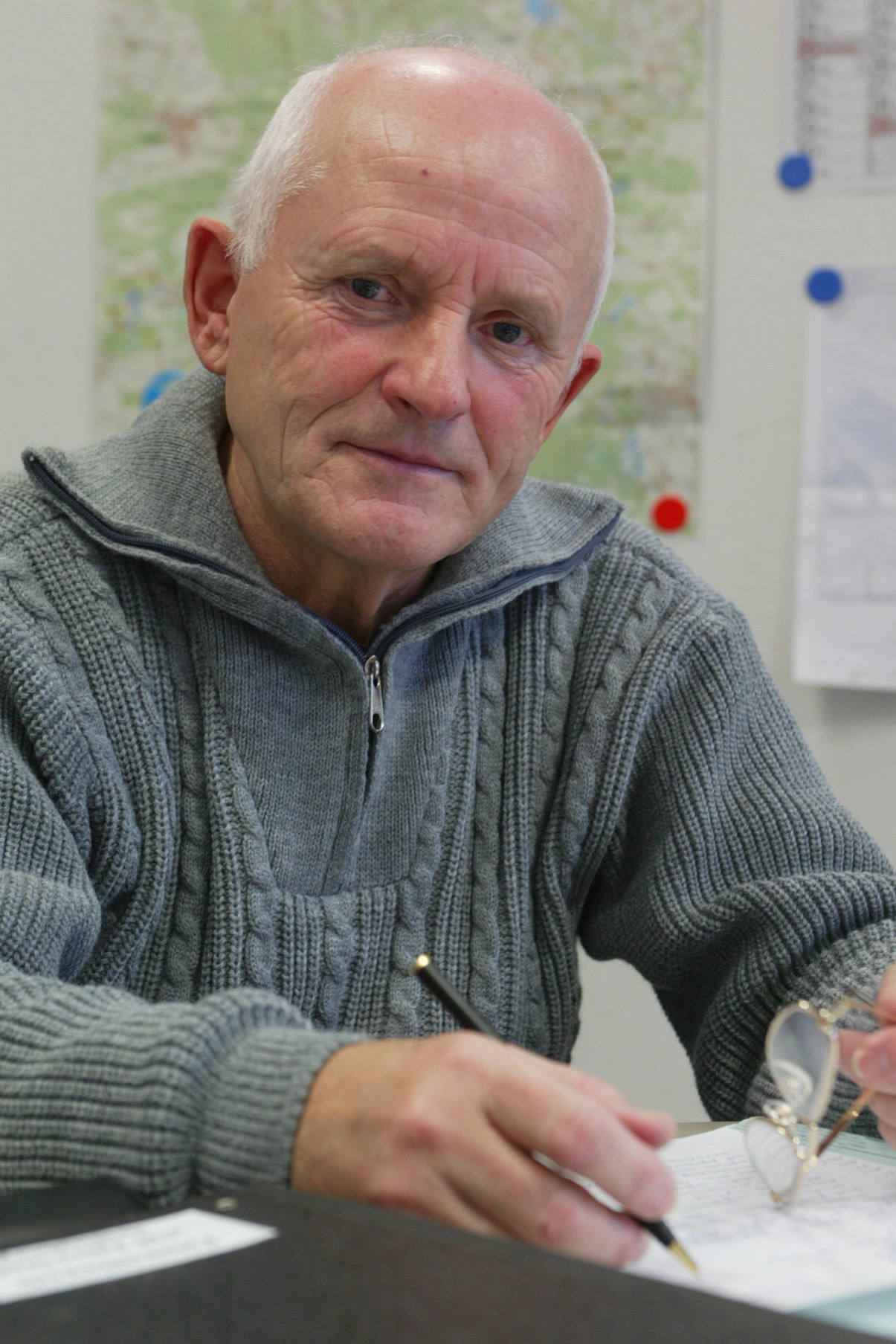
Werner Forkert (2004)

Werner Forkert (* 7. Juli 1940 in Neukirch/Lausitz; † 30. Juni 2008 in Senftenberg) war ein deutscher Lehrer und Stadtchronist in Senftenberg.

## Leben und Beruf
Nach seiner Oberschulzeit erlangte Werner Forkert am Lehrbildungsinstitut Nossen die Lehrbefähigung für alle Fächer der Unterstufe. Im Jahr 1962 begann er seinen Dienst an der Polytechnischen Oberschule 2 in Senftenberg.
Sein Interesse galt schon immer der Geschichte, deshalb nahm Werner Forkert 1970 ein Fernstudium an der Potsdamer Hochschule auf und schloss es nach fünf Jahren als Diplomgeschichtslehrer ab. Für seine Diplomarbeit recherchierte er in vielen Archiven der Region. Dabei entflammte seine Vorliebe für die Historie der Stadt Senftenberg.
Später gründete Werner Forkert im Pionierhaus die Arbeitsgemeinschaften Sport, Tourismus und Geschichte. Er versuchte besonders in den Arbeitsgemeinschaften „Junge Historiker“ und „Junge Archäologen“, den Kindern die Leidenschaft für die wissenschaftliche Arbeit näherzubringen.
Für seine pädagogische Arbeit wurde Werner Forkert zum Oberlehrer und später zum Studienrat befördert.
Forkerts Interesse galt auch dem Sport. Mit seiner Arbeitsgemeinschaft „Schießen“ begann es an der POS 2. Viele seiner Sportschützen brachte er bis zu den DDR-Meisterschaften. Nach 1990 war Werner Forkert Mitbegründer zweier Schützenvereine, in denen er für die Ausbildung der Schützen verantwortlich war.
In seiner Freizeit forschte Werner Forkert zur Heimatgeschichte. Über dreißig Jahre sammelte und sichtete er Material und führte lange Gespräche mit alteingesessenen Bürgerinnen und Bürgern, um noch mehr über die Geschichte der Stadt Senftenberg zu erfahren.

## Gesellschaftliche Arbeit in der Stadt Senftenberg
Werner Forkert war Mitbegründer von zwei Schützenvereinen, dem „Verein für Heimatpflege 1909“ e.V. und dem Hanns-von-Polenz-Institut. Außerdem engagierte er sich bei Stadtführungen, der Ausbildung von Stadtführern, unterstützte Projekte an Schulen, hielt Vorträge vor Bürgerinnen und Bürgern in verschiedenen Einrichtungen und engagierte sich bei Beiträgen des Regionalsenders RTS/WMZ „Senftenberg im Wandel der Zeit“.

## Mitarbeit an Chroniken
- Krankenhaus Senftenberg
- Sparkasse Niederlausitz
- Walther-Rathenau-Schule
- 1. Volksschule
- Dampfmühle
- „Senftenberg – Festungsstadt an der Elster“ (Herausgeber Hanns von Polenz-Institut)

## Herausgabe von Broschüren
- Historische Streifzüge
- 120 Jahre „Schießclub Kamerad“
- Die Entwicklung der Einheitsfront- und Massenpolitik der KPD gegen Faschismus und Krieg 1930-1932 im Raum Senftenberg

## Herausgabe von Büchern
- Werner Forkert; Buchhandlung „Glück Auf“ (Hrsg.): Senftenberger Rückblicke. Interessantes aus der Senftenberger Geschichte. Senftenberg 2006 (keine ISBN).
- Werner Forkert; Buchhandlung „Glück Auf“ (Hrsg.): Senftenberger Rückblicke. Teil II Interessantes aus der Senftenberger Geschichte. Senftenberg 2007 (keine ISBN).
- Werner Forkert; Buchhandlung „Glück auf“ (Hrsg.): Senftenberger Rückblicke. Teil III. Senftenberg 2008 (keine ISBN).(veröffentlicht durch Sigrid Forkert)

| Personendaten    | Personendaten                                     |
| ---------------- | ------------------------------------------------- |
| NAME             | Forkert, Werner                                   |
| KURZBESCHREIBUNG | deutscher Lehrer und Stadtchronist in Senftenberg |
| GEBURTSDATUM     | 7. Juli 1940                                      |
| GEBURTSORT       | Neukirch/Lausitz                                  |
| STERBEDATUM      | 30. Juni 2008                                     |
| STERBEORT        | Senftenberg                                       |